# Anthony Wayne

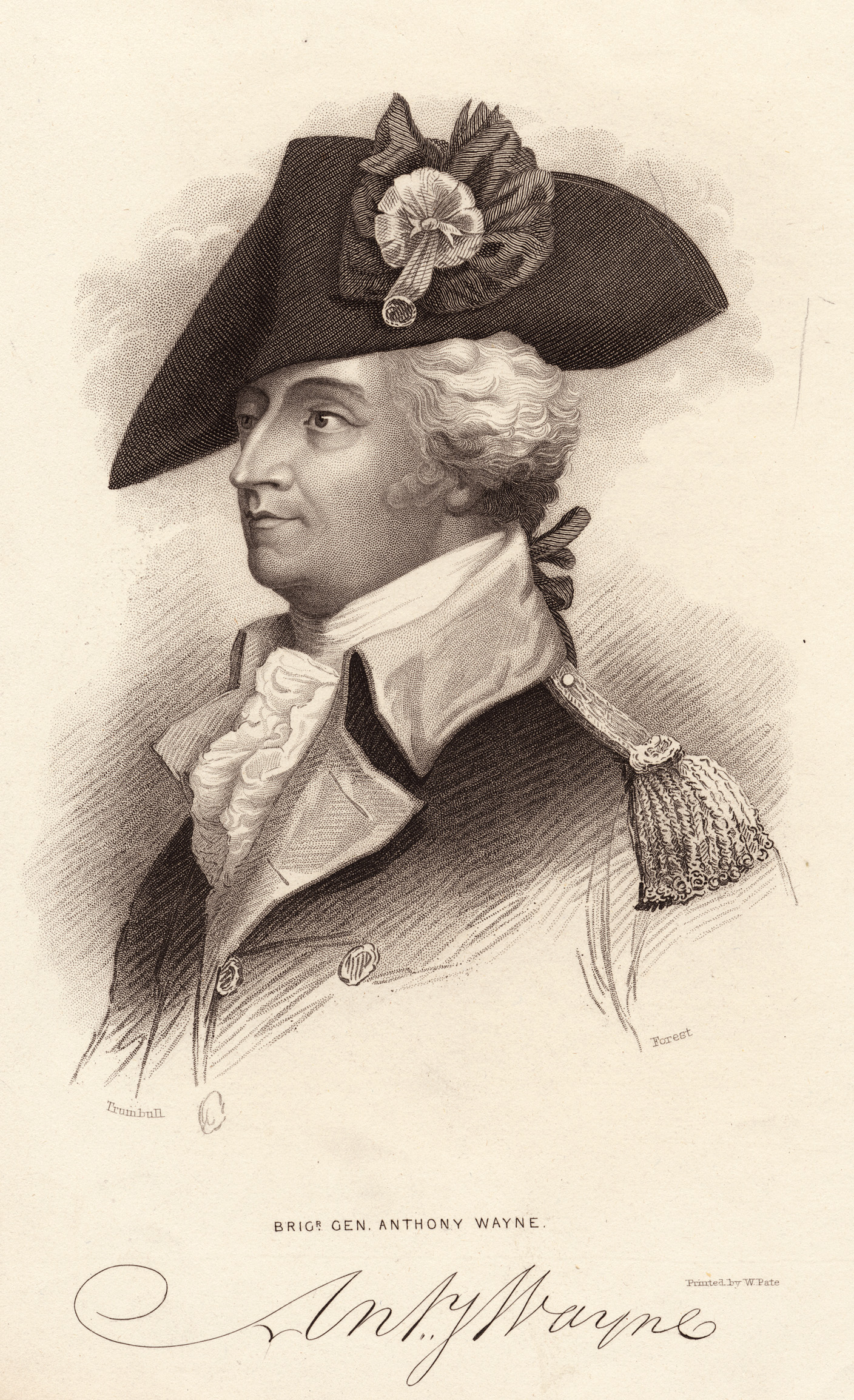
„Mad Anthony“ Wayne

Anthony Wayne (* 1. Januar 1745 in Easttown Township, Chester County, Province of Pennsylvania; † 15. Dezember 1796 in Erie, Pennsylvania), genannt „Mad Anthony“ (Verrückter Anthony), war ein US-amerikanischer General und Politiker.

## Leben
Wayne nahm sowohl am Unabhängigkeitskrieg der Vereinigten Staaten gegen die britische Krone als auch an den Indianerkriegen teil. Im Jahre 1775 wurde er in das koloniale Parlament von Pennsylvania gewählt, aber nach einem Jahr wechselte er zur Armee. Am 3. Januar 1776 wurde er zum Colonel ernannt und erhielt das Kommando über das Fourth Pennsylvania Regiment. Im Februar des darauffolgenden Jahres wurde er zum Brigadier-General befördert. 1779 übernahm er das Kommando über ein Korps leichter Infanterie. Mit dieser Einheit nahm er am 16. Juli in einem Überraschungsangriff den britischen Posten Stony Point, New York, ein. In Anerkennung seiner militärischen Leistungen bei diesem Einsatz zeichnete ihn der Kontinentalkongress am 4. November 1777 als dritten Ausgezeichneten nach George Washington und Horatio Gates mit der Congressional Gold Medal aus. Im Jahre 1781 diente er unter La Fayette.
1783 wurde er zum Brevet-Major-General befördert, schied aus der Kontinentalarmee aus und ließ sich in Georgia auf einem Stück Land nieder, dass ihm der Staat für seinen geleisteten Militärdienst gewährte. 1784 wurde er als Abgeordneter in die Pennsylvania Assembly gewählt und hatte dieses Mandat bis 1785 inne. Im März 1791 wurde er als Delegierter für den Staat Georgia Mitglied des Kongress der Vereinigten Staaten, zur Wiederwahl im März 1792 trat er nicht an. Stattdessen trat er wieder in den Armeedienst ein.
Am 5. März 1792 stellte der Kongress eine neue Armee auf – die Legion of the United States – und Präsident George Washington ernannte Wayne als Major-General zu ihrem Kommandeur. Am 20. August 1794 besiegten Waynes Truppen in der Schlacht von Fallen Timbers die Krieger einer Allianz von Indianer-Völkern. Im Jahre 1796 nahm er die Kapitulation der britischen Forts entlang der Großen Seen an.
Er starb kurz darauf am 15. Dezember 1796 in Erie, Pennsylvania.
Anthony Wayne war der Vater des Kongressabgeordneten Isaac Wayne (1772–1852) aus Pennsylvania.

## Gedenken
Zu Ehren Waynes tragen 17 US-Countys seinen Namen, darunter sind:
- Wayne County, Georgia
- Wayne County, Illinois
- Wayne County, Indiana
- Wayne County, Iowa
- Wayne County, Kentucky
- Wayne County, Michigan
- Wayne County, Mississippi
- Wayne County, Missouri
- Wayne County, Nebraska
- Wayne County, New York
- Wayne County, Ohio
- Wayne County, Pennsylvania
- Wayne County, West Virginia,

sowie die Stadt Fort Wayne in Indiana, die ebenfalls nach ihm benannt ist.
Batman-Autor Bill Finger benannte den Protagonisten Bruce Wayne nach Anthony Wayne und Robert the Bruce.